# Adolf Unger
Pour les articles homonymes, voir Unger.
Adolf Unger (né le 11 juin 1904 à Vienne, mort le 13 septembre 1942 à Auschwitz) est un poète autrichien du mouvement de la littérature prolétarienne.

## Biographie
Adolf Unger est le fils d'un cordonnier juif, Samuel Unger, et de son épouse Mindel Unger. Il grandit dans des conditions modestes dans le quartier viennois de Leopoldstadt. Originaire de la ville galicienne de Sieniawa, il est d'abord fabricant de chaussures, comme son père, avant d'entamer plusieurs années d'errance. 
De retour à Vienne, Unger soutient ses ambitions littéraires en 1929 à la Volkshochschule d'Ernst Schönwiese au 48, Zirkusgasse. En tant que poète ouvrier, il est capable de mener des lectures à l'Urania de Vienne et dans d'autres établissements d'enseignement. En 1933, il présente la revue Da stimmt was nicht ("Quelque chose ne va pas") pour le collectif Art rouge. Cette même année, il reçoit le prix Julius-Reich pour son œuvre littéraire.
Unger est membre de l'Union nationale des écrivains socialistes, qui est dissoute en 1934 par les autorités. En 1936, il devient membre de l'Association des travailleurs écrivains autrichiens, qui avait été fondée par Viktor Matejka (de).
Unger épouse Sobel Leifer en 1930, avec qui il a une fille Hanna (née en 1935). Avec sa famille, il quitte l'Autriche au moment de l'Anschluss en mars 1938  pour la Belgique. Le 10 mai 1940, le jour de l'invasion des troupes allemandes en Belgique, la famille Unger est arrêtée par les autorités belges car citoyenne d'un pays ennemi et déportée en France. Ils vont alors transités dans différents camps, Gurs, Rivesaltes et Mont Louis. Après l'armistice, Unger et son épouse sont envoyés au camp d'internement de Drancy, puis déportés vers le camp de concentration d'Auschwitz, où ils sont gazés dès leur arrivée. Leur fille, Hanna, exfiltrée du camp de Risevaltes et cachée par un couple protestant de Mazamet, Élie et Suzanne Galtier, leur survivra
Des années plus tard, en 1969, le poète oublié est honoré à Vienne avec une allée Adolf-Unger dans Favoriten, un des arrondissements de la ville. En 1997, une plaque est apposée sur son lieu de naissance au 4, Springer Allée.

## Œuvres
- Im Trott. poème, Europäischer Verlag, Vienne, 1933.
- Zeitstrophen, nouveau poèmes, Europäischer Verlag, Vienne, 1934.
- Die Linie. nouveaux poèmes, auto-publication, Vienne 1937.

Jean Rousset a traduit certaines de ses œuvres pour Lettres en 1945